# Alette Pos
Esther "Alette" Pos, née le 30 mars 1962 à Arnhem, est une ancienne joueuse de hockey sur gazon néerlandaise. Elle est médaillée d'or lors des Jeux de 1984.

## Biographie
Alette Pos fait partie de l'équipe nationale féminine médaillée d'or lors des Jeux olympiques d'été de 1984.

## Palmarès

### Jeux olympiques
- médaille d'or du tournoi féminin en 1984 à Los Angeles,  États-Unis